# Paul John Marx
Paul John Marx MSC (ur. 12 marca 1935 w Mutzig, zm. 19 czerwca 2018) – francuski duchowny rzymskokatolicki, misjonarz Najświętszego Serca Jezusowego, koadiutor i biskup Keremy.

## Biografia
Paul John Marx urodził się 12 marca 1935 w Mutzig we Francji. 29 czerwca 1963 otrzymał święcenia prezbiteriatu i został kapłanem misjonarzy Najświętszego Serca Jezusowego.
3 maja 1985 papież Jan Paweł II mianował go koadiutorem biskupa Keremy. 13 grudnia 1985 przyjął sakrę biskupią z rąk arcybiskupa Port Moresby Petera Kurongku. Współkonsekratorami byli biskup Keremy abp Virgil Patrick Copas MSC oraz biskup Bereiny Benedict To Varpin.
6 grudnia 1988, po przejściu swojego poprzednika na emeryturę, objął diecezję. Po osiągnięciu wieku emerytalnego złożył rezygnację, którą papież przyjął 13 marca 2010.